# Восточно-Сибирский военный округ
Восто́чно-Сиби́рский вое́нный о́круг — оперативно-стратегическое территориальное объединение Русской Императорской армии в 1865—1884 годах и Вооружённых сил СССР в 1920—1923 и 1945—1953 годах. Управление округа находилось в Красноярске (1920—1923) и Иркутске (1945—1953).

## История

### Российская империя
Впервые Восточно-Сибирский военный округ был образован в 1865 году. Включал в себя территории Иркутской и Енисейской губерний, Амурской, Забайкальской, Приморской и Якутской областей, а также остров Сахалин. Будучи огромным по площади (которая превышала площадь всех остальных военных округов Российском империи, вместе взятых), Восточно-Сибирской ВО имел наименьшую численность войск (списочный состав округа в 1868 году составлял 11 898 человек, в 1878 году — 12 693 человека). Регулярных войск в округе было немного — 9 пехотных батальонов, 44 команды (10 местных, 28 этапных, 5 постовых и 1 крепостная), Забайкальская линейная артиллерийская бригада и Николаевская крепостная артиллерийская команда; регулярная кавалерия в округе отсутстововала. Нерегулярные войска были представлены Забайкальским и Амурским казачьими войсками и отдельными мелкими частями. Штаб — Иркутск.
Изменение внешнеполитической ситуации в мире, рост влияния Англии и Японии в Тихоокеанском регионе с соответствующим возрастанием угрозы российскому Дальнему Востоку и непрерывное обострение ситуации на китайской границе вынудили российское правительство и военное ведомство пойти на совершенствование системы военного управления. После примерно годичного обсуждения ситуации Особыми комитетами 14 июля 1884 года округ был разделён на два отдельных военных округа — Иркутский и Приамурский.

### РСФСР и СССР
Восточно-Сибирский военный округ РККА был образован приказом Реввоенсовета Республики от 15 марта 1920 года на территории, включавшей Томскую (в октябре 1920 года выведена из состава округа), Енисейскую, Иркутскую губернии и Якутскую область. В конце 1920 года в округ переданы западные районы Забайкальской области. Управление округа находилось в Красноярске. Округ подчинялся непосредственно помощнику Главнокомандующего Вооружёнными силами Республики по Сибири. Части округа вели вооружённую борьбу в последних очагах гражданской войны в Сибири и Забайкалье, а также привлекались к ликвидации бандитизма. В январе 1923 года округ был упразднён. Территория и войска переданы Западно-Сибирскому военному округу.
Приказом наркома обороны СССР от 9 июля 1945 года вновь создаётся Восточно-Сибирский военный округ в составе Иркутской области, Красноярского края, Якутской АССР и Тувинской АО. Управление — г. Иркутск. 30 июня 1953 года округ расформирован с передачей территории и войск в состав Западно-Сибирского и Забайкальского военных округов.

## Командующие войсками
Российская империя
- 1865—1871 — генерал-лейтенант М. С. Корсаков,
- 1871—1879 — генерал-лейтенант П. А. Фредерикс,
- 1879—1884 — генерал-лейтенант Д. Г. Анучин,

РСФСР
- 1920, май—октябрь — А. И. Окулов,
- октябрь 1920 — август 1921 — М. С. Матиясевич,
- август 1921 — август 1922 — И. П. Уборевич,
- август 1922 — январь 1923 — К. А. Чайковский,

СССР
- 09 июля 1945 — 18 февраля 1947 — генерал-полковник П. Л. Романенко,
- февраль 1947 — апрель 1950 — генерал армии Г. Ф. Захаров,
- апрель 1950 — март 1951 — генерал-полковник Д. Н. Гусев,
- 12 марта 1951 — 10 июня 1953 — генерал-полковник И. В. Болдин.